# Verisjen
Verisjen (armeniska: Վերիշեն) är en ort i Armenien.   Den ligger i provinsen Siunik, i den sydöstra delen av landet, 170 kilometer öster om huvudstaden Jerevan. Verishen ligger 1 613 meter över havet och antalet invånare är 2 114.
Terrängen runt Verisjen är kuperad åt sydost, men åt nordväst är den bergig. Närmaste större samhälle är Goris, 3,4 kilometer sydost om Verisjen. 
Trakten runt Verisjen består i huvudsak av gräsmarker. Runt Verisjen är det ganska glesbefolkat, med 42 invånare per kvadratkilometer.